# ハセツネCUP
日本山岳耐久レース（24時間以内）〜長谷川恒男CUPは、1993年より毎年10月に東京都奥多摩・檜原村などの山岳地帯で開催されている、総距離71.5km、累積標高差4,582mのトレイルランニングレースである。主催は日本山岳スポーツ協会。
通称「ハセツネCUP」または「ハセツネ」として広く知られ、日本におけるトレイルランニングレースのパイオニアとされている。レース名は、日本の著名な登山家である長谷川恒男にちなんで名付けられた。
日本国内で最も古くから継続開催されているトレイルランニングレースのひとつであり、長年にわたり多くのランナーに目標とされてきた。

## 概要
日本におけるトレイルランニング黎明期から続くクラシックレースのひとつ。
本大会では、レース中の補給は第二関門・月夜見山駐車場で提供される水またはスポーツドリンク計1.5Lのみとされ、その他の外部補助・補給は一切認められていない。そのため、寒暖差への対応や夜間走行に備えた装備の選定が極めて重要である。テクニカルな山岳コースが続き、走力だけでなく自己管理能力も問われる厳格なセルフサポートレースである。
参加者数は約2000人にのぼり、日本国内でも屈指の規模を誇る。2022年大会からは環境負荷軽減の観点から参加者を約20％削減して開催されている。

## コース
奥多摩山域（71.5km）
五日市中学校（スタート）→今熊神社→市道山分岐→醍醐丸→生藤山→浅間峠（第一関門）→土俵岳→笹尾根→三頭山→鞘口峠→月夜見第二駐車場（第二関門）→御前山→大ダワ→大岳山→長尾平（第三関門）→武蔵御嶽神社→日の出山→金比羅尾根→五日市会館前(フィニッシュ)
総距離71.5km、累積標高差4582mの平均傾斜は6.4％であり、国際的なトレイルレースのもっとも過酷な部類、Category ALに相当する。71.5kmという距離について、実際の距離よりも短いのでは？との指摘がなされることがあるが、測定は斜面や岩場を距離測定器を転がして正確な沿面距離を計測していることが知られている。
コースは平均的なハイカーのペースで約5日半（45時間）かかる距離で、参加者はこのコースを7時間から24時間で走破する。
2023年より、エリート枠が新設され、走力順のブロックスタートとなった。三頭山山頂前後の特別自然保護区1.9kmの区間に自然保護を目的に歩行区間が設定された。
2024年からは、三頭山山頂前後の特別自然保護区1.9kmの区間が全ての選手が歩行することになり、環境省からは2025年以降はコース変更することを指導されている。　2023年より、エリート枠が新設され、この区間に自然保護を目的にエリート選手以外は歩行区間として設定されていた。2024年大会からはこの区間に19:00以降に到着した選手は走行を禁止とするルールに変更された。

コースレコード
・男子の記録は7:01:13(上田瑠偉、2014年)　
・女子の記録は8:41:49(髙村貴子、2022年)

連覇記録
・男子　杉山真之（2000,2001）、石川弘樹（2003,2004）
・女子　髙村貴子が5連覇を達成している（2016,2017,2018,2022年,2023年）
三大特徴
①コースが変わらないこと。長年に渡り不変であるため、フルマラソンサブスリーのように、ハセツネサブ10などは、尊敬をされるような指標となる。※なおコンディションなどにより、微妙な調整は毎回されている。
②給水が1カ所のみなこと。いわゆるエイドステーションはなく、食事類の提供はないため、必要な物は自分で持って走る登山スタイル。
③誰もが夜間走が必要なこと。

## 過去の出走者数と完走率
| 回数 | 開催日     | 出走者数                           | 完走者数                           | 完走率                             |
| ---- | ---------- | ---------------------------------- | ---------------------------------- | ---------------------------------- |
| 1回  | 1993/10/9  | 469 (ハーフ 266)                   | 301 （ハーフ227）                  | 64.1％                             |
| 2回  | 1994/10/8  | 1104                               | 662                                | 59.9％                             |
| 3回  | 1995/10/7  | 1146                               | 622                                | 54.2％                             |
| 11回 | 2003/10/25 | 1457                               | 1102                               | 75.6%                              |
| 12回 | 2004/10/10 | 1574                               | 968                                | 61.5%                              |
| 13回 | 2005/10/9  | 2005                               | 1111                               | 55.5%                              |
| 14回 | 2006/10/8  | 2004                               | 1515                               | 75.6%                              |
| 15回 | 2007/10/20 | 2003                               | 1540                               | 76.9%                              |
| 16回 | 2008/10/12 | 2211                               | 1766                               | 79.9%                              |
| 17回 | 2009/10/11 | 2070                               | 1727                               | 83.4%                              |
| 18回 | 2010/10/10 | 2232                               | 1622                               | 72.7%                              |
| 19回 | 2011/10/22 | 2158                               | 1725                               | 79.9%                              |
| 20回 | 2012/10/7  | 2344                               | 1984                               | 84.6%                              |
| 21回 | 2013/10/13 | 2579                               | 2127                               | 82.5%                              |
| 22回 | 2014/10/12 | 2264                               | 1922                               | 84.9%                              |
| 23回 | 2015/10/31 | 2357                               | 2045                               | 86.8%                              |
| 24回 | 2016/10/9  | 2453                               | 1921                               | 78.3%                              |
| 25回 | 2017/10/8  | 2332                               | 1730                               | 74.2%                              |
| 26回 | 2018/10/7  | 2364                               | 1578                               | 66.7%                              |
| 27回 | 2019/10/13 | 台風19号の影響による大会中止       | 台風19号の影響による大会中止       | 台風19号の影響による大会中止       |
| 28回 | -          | コロナ感染拡大の影響で大会開催中止 | コロナ感染拡大の影響で大会開催中止 | コロナ感染拡大の影響で大会開催中止 |
| 29回 | 2021/10/9  | コロナ感染拡大の影響で大会中止     | コロナ感染拡大の影響で大会中止     | コロナ感染拡大の影響で大会中止     |
| 30回 | 2022/10/11 | 1877                               | 1293                               | 68.9％                             |
| 31回 | 2023/10/08 | 1878                               | 1551                               | 82.6％                             |
| 32回 | 2024/10/13 | 1818                               | 1503                               | 82.7％                             |

4年に一度のあきる野市議会選挙のため、スタート地点の学校校庭や体育館などの諸施設が、投票などで使用できないため、開催日が1〜2週間ずれる。

## ハセツネトリビア
【スタート時間】第1回大会10時（ハーフの部・翌10時）、第2回大会17時、第3回大会17時、第4回15時、第5回以降は、現在の13時となった。
【スタート順】2022年までは、走力に関係なく目標タイムのブロックに並ぶことができ、渋滞を引き起こすなど問題があったが、その後は走力順によるブロック制が導入された。
【ダブルの部】第30回大会では、コースを2周（143ｋｍ、制限24時間）する「ハセツネダブル」が、30周年の記念大会イベントとして開催された。歴代優勝者やエリートのみが出走を許され、優勝は小原将寿 20:38:13、2位　万場大　21:17:08、3位　三浦裕一　21:31:03、4位　矢嶋信　22:02:08、5位　山本諒馬　22:22:01、6位　奥宮俊祐　23:22:44、7位　西方勇人　23:31:56、8位　山本健一　23:52:52の8人が完走。女子の完走者は0名だった。
【ハーフの部】第1回大会では、ハーフの部があった。
【逆回り】第1回大会は、現在と逆回りのコース設定だった。
【呼び名】2000年代初頭まで「山耐」「耐久レース」と呼ばれていた。2007年の大会プログラムから”HASETSUNE”と表記された。実は参加者たちが「ハセツネ」と呼ぶようになり、それを大会側が採用したという経緯がある。
【給水2カ所】第1回大会では、御前山避難小屋と三頭山の2カ所に設定されていた。参加者分の飲料水を歩荷するのが大変なことと、サバイバル性を強く出すために1カ所になった。
【テレビ放送】第1回大会は、フジテレビのゴールデンタイム「今夜は好奇心！」で、大会の様子が放送された。第25回大会は、日本テレビの「ザ！世界仰天ニュース」で、メキシコの「サンダルで走る」最強女性ランナー（ララリム族）が挑戦する模様が放送された。
【WEB配信】第30回大会から、YouTubeでのライブ配信がおこなわれた。
【新聞】第1回大会は、スポーツニッポンで初開催の様子が大きく掲載された。第31回大会は、朝日新聞（全国版・夕刊）の1面で環境に配慮した開催について取り上げられた。
【予選】トレイルランニング&マウンテンランニング世界選手権の代表選考レースとして何度か指定されている。
トランスアルプスジャパンレースの、参加資格を得るための近道と言われている。
【賞金】
優勝選手には、長谷川昌美名誉顧問より賞金が授与されている。

## ハセツネ30K
ハセツネCUPの入門レースとして毎年4月に開催されるトレイルランニングレース。
コース変更がないハセツネCUPと異なり、コースや競技規則の変更がたびたび行われている。
峰見通りなどハセツネCUPとコースが一部重なる部分がある。